# Dominik Heringer
Dominik Heringer (* 1979 in Dülken am Niederrhein) ist ein katholischer Priester, Theologe und Professor für Kirchengeschichte an der KHKT. Seit 2024 oder Anfang 2025 ist er Geschäftsführer der Kölner Hochschule für Katholische Theologie.

## Wissenschaftlicher Werdegang
Nach dem Abitur, das Heringer 1999 in Mönchengladbach ablegte, begann er ein Studium der Philosophie und Theologie an der Philosophisch-Theologischen Hochschule Sankt Georgen in Frankfurt am Main. 2001 schloss er das Philosophiestudium mit dem Bakkalaureat und das Theologiestudium mit dem Vordiplom ab. Von 2001 bis 2004 setzte Heringer sein Theologiestudium an der Pontificia Università Gregoriana in Rom fort und schloss es dort mit dem Bakkalaureat ab.
Ab 2005 absolvierte Heringer ein Lizentiatsstudium im Fach Dogmatik an der PTH Sankt Georgen, das er 2007 mit der Graduierung zum  Lic. theol. abschloss.
2010 begann Heringer ein Promotionsstudium im Fach Dogmatik an der Universität Bonn und schloss es 2013 als Dr. theol. ab. Im Anschluss folgten zwischen 2015 und 2021 parallel zu seinem Habilitationsstudium mehrere Lehraufträge im Fach Mittlere und Neuere Kirchengeschichte an der Universität Mainz. 2021 habilitierte sich Heringer in Mainz in Theologie und vertrat im Anschluss bis 2022 den dortigen Lehrstuhl für Mittlere und Neuere Kirchgeschichte, anschließend von 2022 bis 2024 den Lehrstuhl für Historische Theologie an der Universität zu Köln, 2024 mit Lehrauftrag. 2023 hatte er zudem einen Lehrauftrag für Kirchengeschichte an der PTH Sankt Georgen inne.
Seit 2024 ist Dominik Heringer Lehrstuhlinhaber für Kirchengeschichte an der Kölner Hochschule für Katholische Theologie mit dem Titel Prof. Dr. theol. habil. Im Januar 2025 wurde bekannt, dass Heringer die Nachfolge von Christian Konopka als Geschäftsführer der KHKT antritt.

## Seelsorge
2004/2005 absolvierte Heringer ein Diakonatsjahr in der Gemeinde St. Donatus in Aachen-Brand. Zwei Jahre später wurde er in Aachen zum Priester geweiht. Im Anschluss folgte eine zweijährige Kaplanszeit in St. Cornelius (Tönisvorst). Von 2009 bis 2010 war er Subsidiar im Bistum Aachen, anschließend trat er eine Vikarsstelle in Inden an. Nach Bestehen des Pfarrexamens und der Verleihung des Pfarrertitels 2011 folgte neben dem Vikarsdienst in Inden auch eine lange Zeit der pastoralen Mitarbeit in Mainz im Rahmen von Gottesdienstvertretungen, zunächst in St. Peter, ab 2020 in allen Mainzer Innenstadtpfarreien. Im Dezember 2024 wurde er in einer Messfeier in St. Peter infolge seiner Ernennung zum Professor in Köln verabschiedet. Bereits 2020 gab er seine pastorale Tätigkeit in Inden auf.
Dominik Heringer ist Pfarrvikar in Köln-Nippes und Bilderstöckchen.

## Monographien
1. Die Anaphora der Apostel Addai und Mari. Ausdrucksform einer eucharistischen Ekklesiologie. Bonn 2013, ISBN 978-3-8471-0148-2.
2. Kirche im Konflikt. Das Bistum Aachen als Hotspot des Rheinischen Reformkreises. Freiburg i. Br. 2022, ISBN 978-3-451-39298-6.